# Donovan
Donovan Phillips Leitch (nascido em 10 de maio de 1946) é um cantor, compositor e guitarrista escocês. Ele desenvolveu um estilo eclético e distinto que mesclava folk, jazz, pop, psicodelia e world music (nomeadamente calypso). Ele morou na Escócia, Hertfordshire (Inglaterra), Londres, Califórnia, e desde pelo menos 2008 no Condado de Cork, Irlanda, com sua família. Emergindo da cena folk britânica, Donovan alcançou a fama no Reino Unido no início de 1965 com apresentações ao vivo na série pop de TV "Ready Steady Go!."
Tendo assinado com a Pye Records em 1965, gravou singles e dois álbuns no estilo folk para a Hickory Records (empresa dos EUA), e após assinou com a Epic Records nos EUA - o primeiro contrato feito pelo novo vice-presidente da empresa, Clive Davis - e tornou-se mais bem sucedido internacionalmente. Começou uma longa e bem-sucedida colaboração com o principal produtor musical independente britânico Mickie Most, alcançando vários singles e álbuns de sucesso no Reino Unido, EUA e outros países.
Seus singles de maior sucesso foram seus primeiros hits no Reino Unido "Catch the Wind", "Colours" e "Universal Soldier" em 1965, sendo o último escrito por Buffy Sainte-Marie. Em setembro de 1966, "Sunshine Superman" liderou as paradas da Billboard Hot 100 dos Estados Unidos por uma semana e chegou ao Top 2 na Grã-Bretanha, seguido por "Mellow Yellow" que chegou ao Top 2 dos EUA em dezembro de 1966, e "Hurdy Gurdy Man" de 1968 no Top 5 em ambos os países, e então "Atlantis", que alcançou o Top 7 dos Estados Unidos em maio de 1969.
Ele se tornou amigo de músicos pop, incluindo Joan Baez, Brian Jones e os Beatles. Ele ensinou a John Lennon um estilo de Fingersyle em 1968 que Lennon empregou em "Dear Prudence", "Julia", "Happiness Is a Warm Gun" e outras canções. O sucesso comercial de Donovan diminuiu após se separar de Mickie Most em 1969, e ele deixou a indústria por um tempo.
Donovan continuou a se apresentar e gravar esporadicamente nas décadas de 1970 e 1980. Seu estilo musical e imagem hippie foram desprezados pela crítica, principalmente depois do punk rock. Suas apresentações e gravações se tornaram esporádicas até um renascimento na década de 1990 com o surgimento da cena rave britânica. Gravou o álbum "Sutras" (de 1996) com o produtor Rick Rubin e em 2004 fez um novo álbum, "Beat Cafe". Donovan foi introduzido no Rock and Roll Hall of Fame em 2012 e no Songwriters Hall of Fame em 2014.

## Juventude
Donovan nasceu em 10 de maio de 1946, em Maryhill, Glasgow, filho de Donald e Winifred (nascida Phillips) Leitch. Seus avós eram irlandeses. Ele contraiu poliomielite quando criança, fazendo com que a doença e o tratamento o deixassem com consequências ao longo da vida. Sua família mudou-se para a nova cidade de Hatfield, Hertfordshire, Inglaterra. Influenciado pelo amor de sua família pela música folk, começou a tocar violão aos 14 anos. Ele se matriculou na escola de arte, mas logo desistiu, para viver suas aspirações Beatniks, indo para a estrada.

## Carreira musical

### 1964–66: ascensão à fama

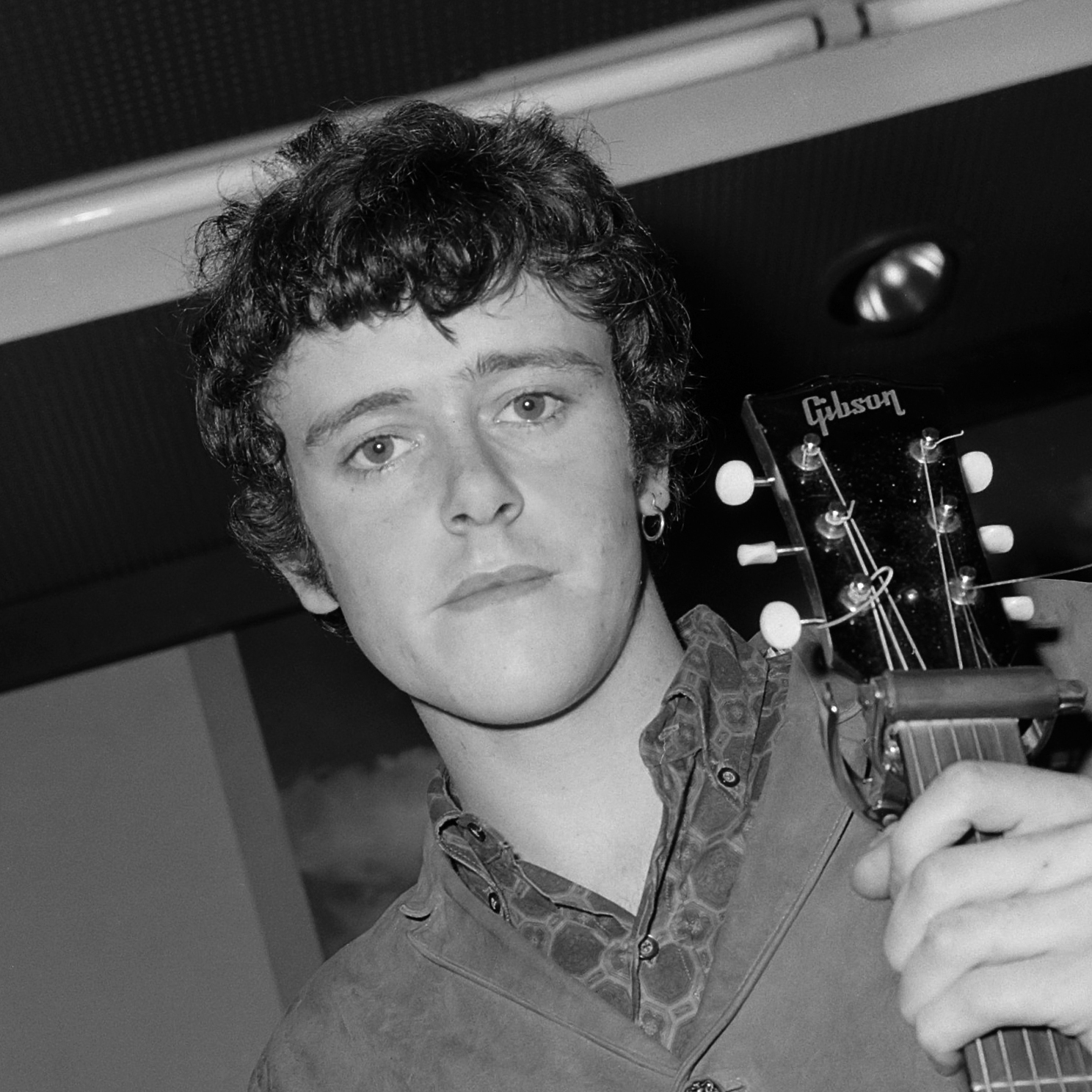
Donovan (1965)

Voltando a Hatfield, Donovan passou vários meses tocando em clubes locais, absorvendo a cena folk em St Albans, aprendendo a          técnica de fingerstyle com músicos locais como Mac MacLeod e Mick Softley e escrevendo suas primeiras canções. Em 1964, ele viajou para Manchester com Gypsy Dave, depois passou o verão em Torquay, Devon. Em Torquay, ele ficou com Mac MacLeod e começou a cantar, estudar violão e aprender folk tradicional e blues.
No final de 1964, Donovan recebeu uma oferta de contrato de Peter Eden e Geoff Stephens da Pye Records em Londres, para o qual gravou uma fita demo de 10 faixas (posteriormente lançada no iTunes), que incluía os seus primeiros singles, "Catch the Wind" e "Josie". A primeira música revelou a influência de Woody Guthrie e Ramblin 'Jack Elliott, que também influenciaram Bob Dylan, com o qual era constantemente comparado. Em uma entrevista à rádio KFOK nos Estados Unidos em 14 de junho de 2005, MacLeod disse: "A imprensa gostava de chamar Donovan de cópia de Dylan, pois ambos foram influenciados pelos mesmos artistas: Ramblin 'Jack Elliott, Jesse Fuller, Woody Guthrie, e muitos outros."
Enquanto gravava a demo, Donovan fez amizade com Brian Jones, dos Rolling Stones, que estava gravando nas proximidades. Ele havia acabado de conhecer a ex-namorada de Jones, Linda Lawrence. O relacionamento romântico intermitente que se desenvolveu ao longo de cinco anos foi uma força na carreira de Donovan. Ela influenciou sua música, mas se recusou a se casar com ele e se mudou para os Estados Unidos por vários anos no final dos anos 1960. Eles se encontraram novamente por acaso em 1970 e se casaram logo depois. Donovan teve outros relacionamentos - um dos quais resultou no nascimento de seus primeiros dois filhos, Donovan Leitch e Ione Skye, os quais se tornaram atores.

#### Donovan e Dylan
Durante a viagem de Bob Dylan ao Reino Unido na primavera de 1965, a imprensa britânica estava fazendo comparações entre os dois cantores e compositores e chegando ao ponto de levantar alegações de rivalidade, e outras celebridades da cena pop entraram na conversa. Nesse sentido, o guitarrista dos Rolling Stones, Brian Jones, disse:
Também estivemos ouvindo Donovan. Ele não é um cantor tão ruim, mas seu material soa como o de Dylan. Seu "Catch The Wind" soa como "Chimes of Freedom". Donovan tem uma música, 'Hey Tangerine Eyes", e soa como "Mr. Tambourine Man".
Donovan aparece constantemente no filme de D. A. Pennebaker, Dont Look Back, que documenta uma das turnês de Dylan. Perto do início do filme, Dylan abre um jornal e exclama: "Donovan? Quem é este Donovan?" e seus associados estimulam a rivalidade dizendo a Dylan que Donovan é um guitarrista melhor, mas que ele estava por aí há apenas três meses. Ao longo do filme, o nome de Donovan é visto ao lado do de Dylan nas manchetes dos jornais e em cartazes ao fundo, e Dylan e seus amigos se referem a ele constantemente.
Donovan finalmente aparece na segunda metade do filme, junto com Derroll Adams, na suíte de Dylan no Savoy Hotel. Apesar da equipe de Donovan se recusar a permitir que jornalistas estivessem presentes, dizendo que eles não queriam "qualquer manobra nas falas do discípulo que conheceu o messias". De acordo com Pennebaker, Dylan disse a ele para não filmar o encontro. Donovan tocou uma música que soava como "Mr. Tambourine Man", mas com palavras diferentes. Quando confrontado com a ideia de elevar sua melodia, Donovan disse que pensava que era uma velha canção de folk. Assim que a câmera rodou, Donovan tocou sua música, "To Sing For You", e então pediu a Dylan para tocar "Baby Blue". Dylan disse mais tarde ao Melody Maker: "Ele tocou algumas músicas para mim ... Eu gosto dele ... É um cara legal." Melody Maker observou que Dylan mencionou Donovan em sua canção "Talking World War Three Blues". Após isso, Dylan disse nos bastidores: "Eu não queria rebaixar o cara nas minhas músicas. é uma piada, só isso."

Em uma entrevista para a BBC em 2001 para marcar o 60º aniversário de Dylan, Donovan o reconheceu como uma influência no início de sua carreira, ao mesmo tempo que se distanciava das alegações de que era uma "cópia de Dylan":
Quem realmente nos ensinou a tocar e aprender todas as canções tradicionais foi Martin Carthy - que aliás foi contatado por Dylan quando Bob veio para o Reino Unido. Bob foi influenciado, como todos os artistas folk americanos, pela música celta da Irlanda, Escócia e Inglaterra. Mas em 1962 nós, britânicos do folk, também estávamos sendo influenciados por alguns folk Blues e pelos expoentes do folk americano de nossa herança celta ... Dylan apareceu depois que Woody [Guthrie], Pete [Seeger] e Joanie [Baez] conquistaram nossos corações, e ele parecia um cowboy no início, mas eu sabia de onde vinham suas influências - era Woody no início, depois era Jack Kerouac e a poesia do fluxo de consciência que o movia. Mas quando ouvi "Blowin' in the Wind" foi o toque de clarim para a nova geração - e nós, artistas, fomos encorajados a escrever nossos pensamentos na música ... Não fomos capturados por sua influência, fomos encorajados a imitá-lo - e lembrar que todas as bandas britânicas, dos Stones aos Beatles, estavam copiando nota por nota todos os artistas americanos de pop e blues - é assim que os jovens artistas aprendem. Não há vergonha em imitar um ou dois heróis - isso flexiona os músculos criativos e tonifica a qualidade de nossa composição e técnica. Não foi apenas Dylan que nos influenciou - para mim, ele foi uma ponta de lança no protesto, e todos nós testamos seu estilo. Eu soei como ele por cinco minutos - outros fizeram toda uma carreira com seu som. Bob e eu podemos escrever sobre qualquer singularidade da condição humana. Ser comparado era natural, mas não sou um copiador.

#### Colaboração com Mickie Most
No final de 1965, Donovan se separou de seu empresário original e assinou com Ashley Kozak, que trabalhava para a NEMS Enterprises, de Brian Epstein. Kozak apresentou Donovan ao empresário americano Allen Klein (mais tarde gerente dos Rolling Stones e dos Beatles). Klein por sua vez apresentou Donovan ao produtor Mickie Most, que levou ao topo das paradas artistas como The Animals, Lulu e Herman's Hermits.  Essa colaboração produziu singles e álbuns de sucesso, gravados com muitos músicos de Londres, incluindo Big Jim Sullivan, Jack Bruce, Danny Thompson, e alguns futuros membros do Led Zeppelin, John Paul Jones e Jimmy Page.
Muitas das gravações de Donovan no final dos anos 1960 incluíram músicos consagrados, como John Cameron, no piano, Danny Thompson (do Pentangle)/Spike Heatley no contrabaixo, Tony Carr na bateria e congas e Harold McNair no saxofone e flauta. O estilo de tocar conga de Carr e a forma de tocar flauta de McNair são uma característica de muitas gravações. Cameron, McNair e Carr também acompanharam Donovan em várias turnês de concertos e podem ser ouvidos em seu álbum ao vivo de 1968, Donovan in Concert.

#### Sunshine Superman
Em 1966, Donovan havia se livrado das influências Dylan/Guthrie e se tornado um dos primeiros músicos pop britânicos a adotar o flower power. Ele mergulhou no jazz, blues, na música do mundo oriental e na nova geração de bandas da costa oeste dos Estados Unidos da era da contracultura, como Jefferson Airplane e Grateful Dead. Estava entrando em sua fase mais criativa como compositor e artista, trabalhando com Mickie Most e com o músico e fã de jazz John Cameron. Dessa colaboração surgiu "Sunshine Superman", uma das primeiras músicas pop psicodélico.

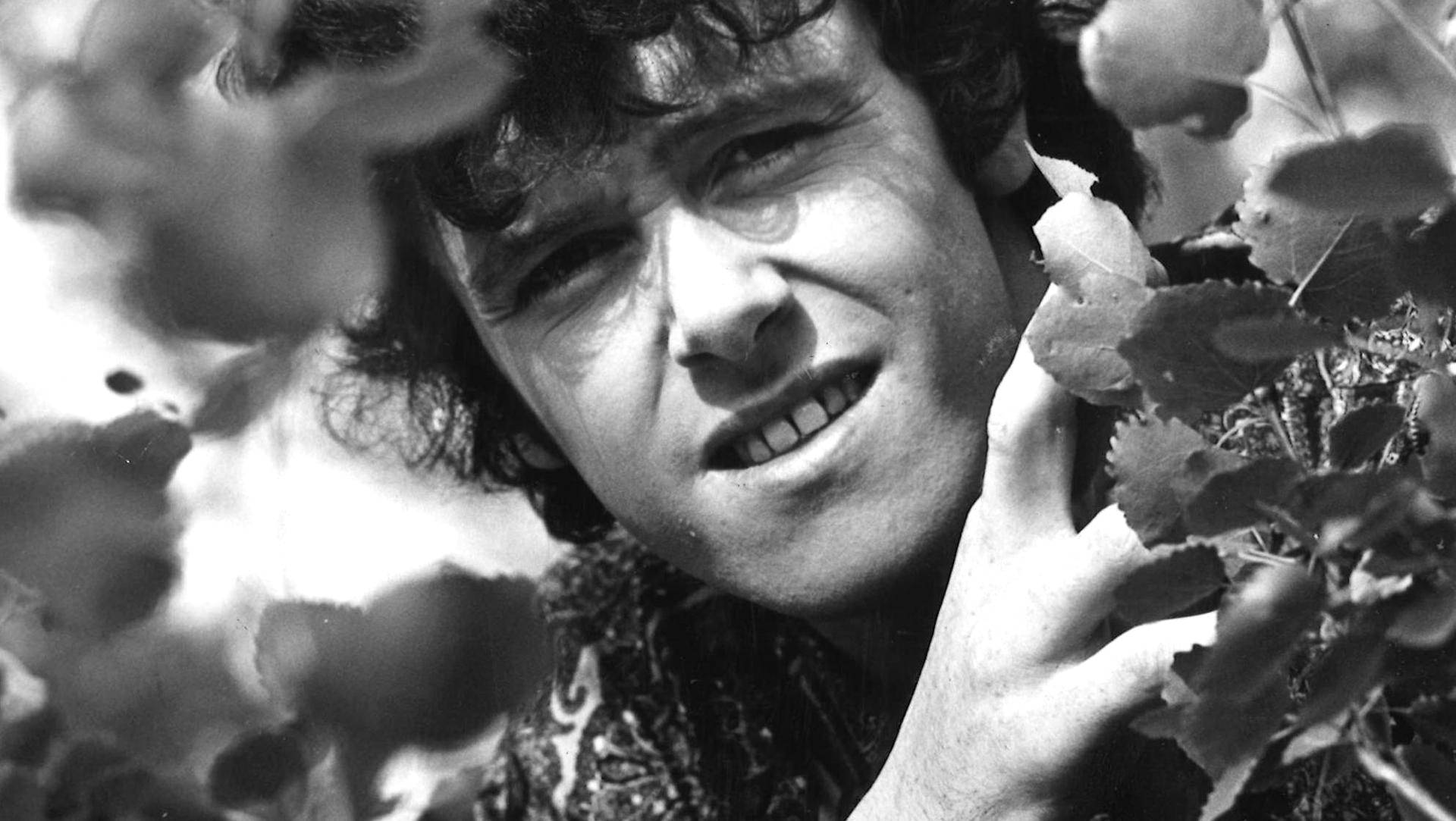
Fotografia do cantor britânico Donovan durante sua visita à Finlândia, 1966

A ascensão de Donovan se estagnou em dezembro de 1965 quando a Billboard deu a notícia do acordo de produção iminente entre Klein, Most e Donovan, e então relatou que Donovan assinaria com a Epic Records nos Estados Unidos. Apesar das negações de Kozak, a Pye Records abandonou o single e uma disputa de contrato se seguiu, porque a Pye Records tinha um acordo de licenciamento nos Estados Unidos com a Warner Bros. Records. Como resultado, o lançamento no Reino Unido do LP "Sunshine Superman" foi adiado por meses, diminuindo assim o impacto que possivelmente teria. Outro consequência foi que as versões do Reino Unido e dos Estados Unidos deste e dos álbuns posteriores eram diferentes - três de seus LPs da Epic não foram lançados no Reino Unido, fazendo com que Sunshine Superman fosse lançado em uma forma diferente em cada país. Várias faixas de seus LPs da Epic (EUA) do final dos anos 1960 não foram lançadas no Reino Unido por muitos anos. A disputa legal continuou até meados de 1966. Durante o hiato, Donovan passou férias na Grécia, onde escreveu "Writer in the Sun", inspirado por rumores de que sua carreira musical havia acabado. Fez uma turnê pelos EUA e apareceu no episódio 23 do programa de televisão de Pete Seeger, Rainbow Quest, em 1966, com Shawn Phillips e o Rev. Gary Davis. Após seu retorno a Londres, ele desenvolveu sua amizade com Paul McCartney e contribuiu com a linha "sky of blue and sea of green", de "Yellow Submarine".
Na primavera de 1966, os problemas do contrato americano foram resolvidos e Donovan assinou um contrato de $100.000 com a Epic Records. Donovan e Most foram para o CBS Studios em Los Angeles, onde gravaram faixas para um LP. Embora os elementos folk fossem proeminentes, o álbum mostrou uma influência crescente do jazz, da psicodelia da costa oeste americana e do folk rock - especialmente dos Byrds. As sessões do LP foram concluídas em maio, e "Sunshine Superman" foi lançado nos Estados Unidos como single em junho. Foi um sucesso, vendendo 800.000 cópias em seis semanas e alcançando o primeiro lugar no Billbord. Acabou vendendo mais de um milhão, e ganhou um disco de ouro.
A versão americana do álbum Sunshine Superman é um conjunto de folk-jazz e apresenta instrumentos como baixo acústico, sitar, saxofone, tablas e congas, cravo, cordas e oboé. Os destaques incluem o swing "The Fat Angel", que o livro de Donovan confirma ter sido escrito para Cass Elliot do The Mamas & the Papas. Outras faixas incluem "Bert's Blues" (um tributo a Bert Jansch), "Guinevere" e "Legend of a Girl Child Linda", uma faixa com voz, violão e uma pequena orquestra por mais de seis minutos.
O álbum também traz a sitar, tocada pelo cantor folk-rock americano Shawn Phillips. Donovan conheceu Phillips em Londres em 1965, e acabaram se tornando amigos, com Phillips colaborando em músicas de Donovan, tocando violão e sitar em gravações, incluindo Sunshine Superman e acompanhando Donovan em shows e em programas de TV. Criativamente, Phillips serviu como um parceiro silencioso na gestação de muitas das canções de Donovan da época, com o cantor mais tarde reconhecendo que Phillips compôs principalmente "Season of the Witch". Gravada com músicos americanos e britânicos, apresenta a primeira performance gravada de Donovan na guitarra elétrica. A canção foi gravada por diversos outros músicos, como Julie Driscoll, Brian Auger e o The Trinity em seu primeiro LP em 1967, e Al Kooper e Stephen Stills gravaram uma versão de 11 minutos no álbum de 1968, Super Session.

#### Mellow Yellow

Royal Albert Hall

Em 24 de outubro de 1966, a Epic lançou o single "Mellow Yellow", organizado por John Paul Jones e supostamente tendo Paul McCartney nos vocais de apoio. Em sua autobiografia, Donovan explicou que "banana elétrica" era uma referência a um "vibrador de cor amarela". A canção se tornou a assinatura de Donovan nos Estados Unidos e alcançou o segundo lugar na Billboard Hot 100, o terceiro na parada Cash Box, e ganhou um disco de ouro por mais de um milhão de vendas nos Estados Unidos.
Durante a primeira metade de 1967, Donovan trabalhou em um projeto de estúdio de álbum duplo, que ele produziu. Em janeiro, ele deu um concerto no Royal Albert Hall acompanhado por uma bailarina que dançou durante uma apresentação de 12 minutos de "Golden Apples". Em 14 de janeiro, o New Musical Express relatou que ele escreveria música incidental para uma produção do National Theatre de As You Like It, mas isso não se concretizou. Sua versão de "Under the Greenwood Tree" apareceu em "A Gift from a Flower to a Garden", álbum de Donovan.
Em março, a Epic lançou o LP "Mellow Yellow" (não lançado no Reino Unido), que alcançou a 14ª posição nas paradas dos EUA, além de um single, "Epistle to Dippy", um hit Top 20 nos EUA. Escrita como uma carta aberta a um amigo da escola, a música tinha uma mensagem pacifista e caráter psicodélico. O verdadeiro "Dippy" estava no exército britânico na Malásia. De acordo com Brian Hogg, que teve participação no CD "Troubadour" de Donovan, Dippy ouviu a música, contatou Donovan e deixou o exército. Em 9 de fevereiro de 1967, Donovan estava entre os convidados pelos Beatles em Abbey Road Studios para o overdub orquestral de "A Day in the Life", a música final de Sgt. Pepper's Lonely Hearts Club Band.

#### Prisão
Em meados de 1966, Donovan se tornou a primeira estrela pop britânica de alto nível a ser presa por posse de cannabis. O consumo de drogas de Donovan era principalmente restrito à cannabis, com uso ocasional de LSD. Seu uso de LSD é usado como referência em muitas letras de suas canções. A atenção do público foi atraída para o seu uso de maconha pelo documentário de TV "A Boy Called Donovan" no início de 1966, que mostrava o cantor e amigos fumando maconha em uma festa organizada pela equipe de filmagem. A prisão de Donovan foi a primeira de uma longa série envolvendo os Beatles e os Rolling Stones. No início de 1967, Donovan foi objeto de uma denúncia no News of the World.
Segundo Donovan, o artigo de denúncia foi baseado em uma entrevista com uma ex-namorada de seu amigo Gypsy Dave. O artigo foi o primeiro de uma série de três partes, "Drugs & Pop Stars - Facts That Will Shock You". Foi rapidamente mostrado que algumas alegações eram falsas. Um repórter do News of the World afirmou ter passado uma noite com Mick Jagger, que supostamente discutiu seu uso de drogas e ofereceu drogas a companheiros. Ele confundiu Brian Jones com Jagger, e Jagger processou o jornal por difamação. Entre outras supostas revelações estavam as alegações de que Donovan e outras estrelas, incluindo membros do The Who, Cream, Rolling Stones e The Moody Blues fumavam maconha regularmente, usavam outras drogas e davam festas onde o alucinógeno LSD, recentemente banido, era usado, denunciando principalmente Pete Townshend e Ginger Baker.
Mais tarde, soube-se que os repórteres do News of the World estavam passando informações à polícia. No final da década de 1990, o The Guardian disse que repórteres do News of the World alertaram a polícia sobre a festa na casa de Keith Richards, que foi invadida em 12 de fevereiro de 1967. Embora a prisão de Donovan não tenha sido tão marcante quanto as de Jagger e Richards, foi recusado sua entrada para os EUA até o final de 1967. Ele não pôde aparecer no Festival Pop de Monterey em junho daquele ano.

### 1967-1969: Sucesso internacional
Em julho de 1967, a Epic Records lançou "There Is a Mountain", que mais tarde foi usada como base para "Mountain Jam" do The Allman Brothers Band. Em setembro, Donovan fez uma turnê pelos Estados Unidos, acompanhado por um grupo de jazz e por seu pai, que apresentou o show. Mais tarde naquele mês, a Epic lançou o quinto álbum de Donovan, um conjunto intitulado "A Gift from a Flower to a Garden", a primeira music box de rock e o terceiro álbum duplo pop-rock lançado. Foi dividido em duas metades. A primeira, "Wear Your Love Like Heaven", era para pessoas de sua geração que um dia seriam pais; a segunda, "For Little Ones", eram canções que Donovan havia escrito para as gerações futuras. Preocupado que pudesse ser um fracasso de vendas, o chefe da Epic, Clive Davis, insistiu que o álbum fosse dividido em dois e vendido separadamente nos Estados Unidos. Embora tenha levado tempo, o conjunto original vendeu de forma considerável, chegando na 19.ª posição das paradas estadunidenses e alcançando o disco de ouro nos EUA no início de 1970. A capa do álbum "Wear Your Love Like Heaven" foi fotografada no Castelo de Bodiam.

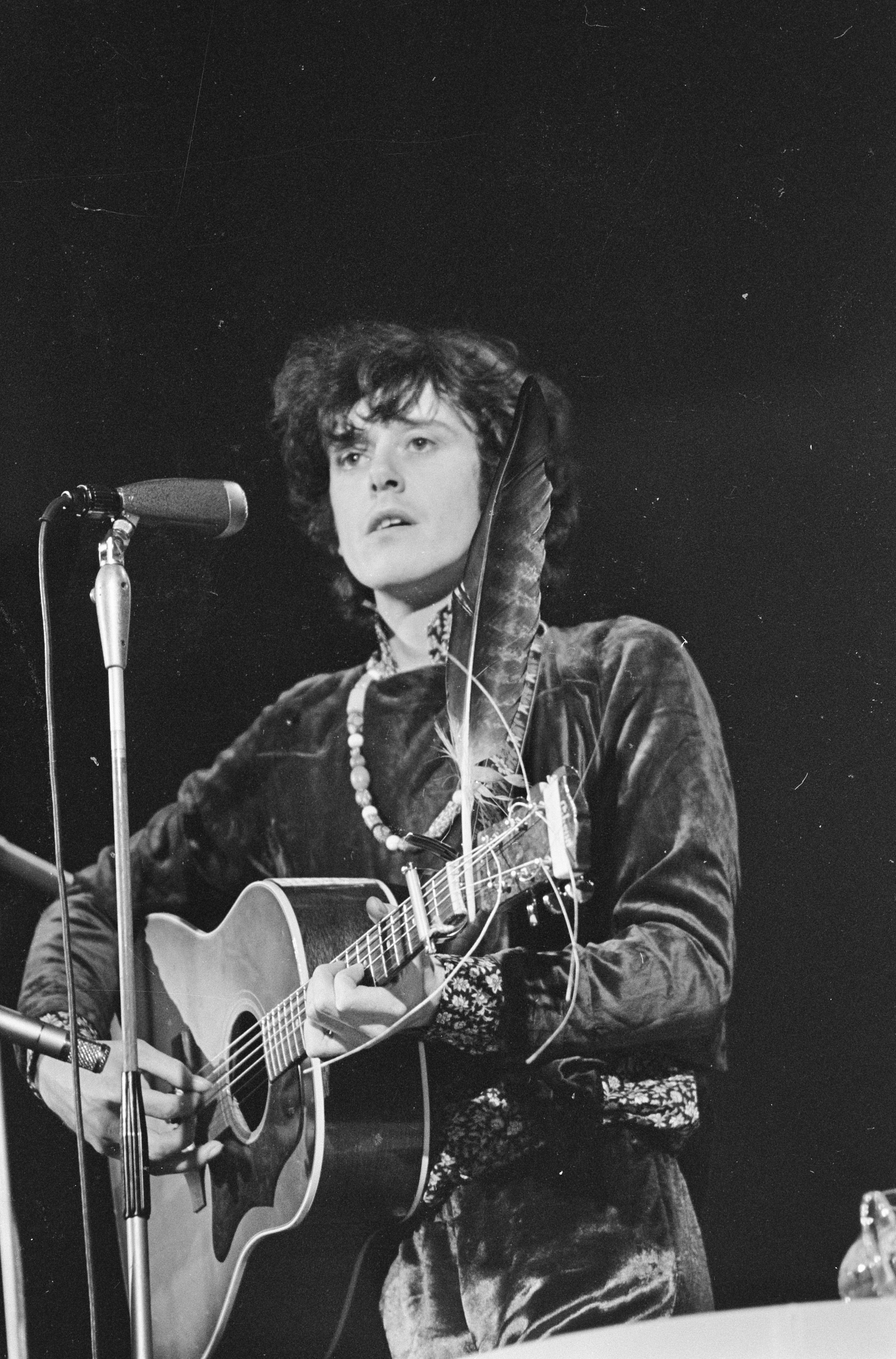
Donovan se apresentando em um show em Amsterdã, 1967

Os traços psicodélicos e místicos eram inconfundíveis - a capa mostrava uma fotografia em infravermelho feita por Karl Ferris mostrando Donovan em um robe, segurando flores e penas de pavão, enquanto que a foto de trás o mostrava de mãos dadas com o guru indiano Maharishi Mahesh Yogi. O encarte incluía um apelo aos jovens para que abandonassem as drogas. Sua recusa às drogas veio depois de seu tempo com o Maharishi em Rishikesh, sendo esse tópico discutido em uma entrevista em duas partes para as duas primeiras edições da Rolling Stone.
No final de 1967, Donovan contribuiu com duas canções para o filme "Poor Cow" de Ken Loach. "Be Not Too Hard", escrita por Donovan, foi uma música feita para o poema de Christopher Logue, September Song, e mais tarde gravado por artistas como Joan Baez e Shusha Guppy. A faixa-título, originalmente intitulada "Poor Love", era o lado B de seu próximo single, "Jennifer Juniper", que foi inspirado por Jenny Boyd, irmã da esposa de George Harrison, Pattie Boyd. Foi outro hit top 40 nos Estados Unidos . Donovan desenvolveu interesse no misticismo oriental e afirma ter interessado os Beatles na meditação transcendental.
No início de 1968, ele fez parte do grupo que viajou para o ashram de Maharishi Mahesh Yogi em Rishikesh. A visita ganhou atenção mundial graças à presença de todos os quatro Beatles, bem como do vocalista dos Beach Boys, Mike Love, a atriz Mia Farrow e sua irmã Prudence (que inspirou Lennon a escrever "Dear Prudence"). De acordo com uma entrevista de 1968 de Paul McCartney para a "Radio Luxembourg", foi nessa época que Donovan ensinou a Lennon e McCartney o Fingerstyle, incluindo o Clawhammer, que Donovan aprendera com Mac MacLeod. Lennon usou essa técnica em canções como "Dear Prudence", "Julia",     "Happiness is a Warm Gun" e "Look at Me", enquanto McCartney usou essa técnica em canções como "Blackbird" e "Mother Nature's Son". O próximo single de Donovan, em maio de 1968, foi o psicodélico "Hurdy Gurdy Man". O encarte das reedições da EMI dizem que a música foi destinada a Mac MacLeod, que tinha uma banda de heavy rock chamada "Hurdy Gurdy". Depois de ouvir a versão de MacLeod, Donovan considerou dar a Jimi Hendrix, mas quando Most ouviu, convenceu Donovan a gravá-la ele mesmo. Donovan tentou fazer Hendrix tocar, mas ele estava em turnê. Jimmy Page tocou guitarra elétrica em algumas sessões de estúdio e é creditado por ter tocado na música.
Donovan credita Page e "Allen Hollsworth" (um erro ortográfico de Allan Holdsworth) como os "magos da guitarra" para a música, dizendo que eles criaram "um novo tipo de folk metal".
Já que John Bonham e John Paul Jones também tocaram, Donovan disse que talvez a sessão tenha inspirado a formação do Led Zeppelin. O som mais pesado de "Hurdy Gurdy Man" foi uma tentativa da Most e Donovan de atingir um público mais amplo nos Estados Unidos, onde grupos de hard rock como Cream e The Jimi Hendrix Experience estavam tendo um grande impacto. A música se tornou um dos maiores sucessos de Donovan, chegando ao Top 5 nos EUA e Top 4 no Reino Unido.
Em julho de 1968, a Epic lançou "Donovan in Concert", a gravação de seu show em Anaheim em setembro de 1967. A capa apresentava apenas uma pintura de Fleur Cowles (sem o nome do artista). O CD duplo expandido de 2006 continha "Epistle To Derroll", um tributo a uma de suas maiores influências, Derroll Adams. O álbum também inclui canções como "Young Girl Blues" e "The Pebble and the Man", canção essa mais tarde reformulada e renomeada como "Happiness Runs". No verão de 1968, Donovan trabalhou em um segundo LP de canções infantis, lançado em 1971 como álbum dividido em quatro partes, "HMS Donovan". Em setembro, a Epic lançou um single, "Laléna", que atingiu Top 30 nos Estados Unidos. O álbum The Hurdy Gurdy Man (não lançado no Reino Unido) continuou com o sucesso do LP Mellow Yellow e chegou ao Top 20 nos EUA, apesar de conter dois sucessos anteriores, a faixa-título "The Hurdy Gurdy Man" e "Jennifer Juniper".
Depois de outra turnê pelos Estados Unidos no outono, ele colaborou com Paul McCartney, que estava produzindo "Postcard", o LP de estreia da cantora galesa Mary Hopkin. Fez um cover de três canções de Donovan: "Lord Of The Reedy River", "Happiness Runs" e "Voyage of the Moon". McCartney retribuiu o favor tocando pandeiro e fazendo backing vocals no single de Donovan, "Atlantis", que foi lançado no Reino Unido (com "I Love My Shirt" como lado B) no final de novembro e chegou ao Top 23.

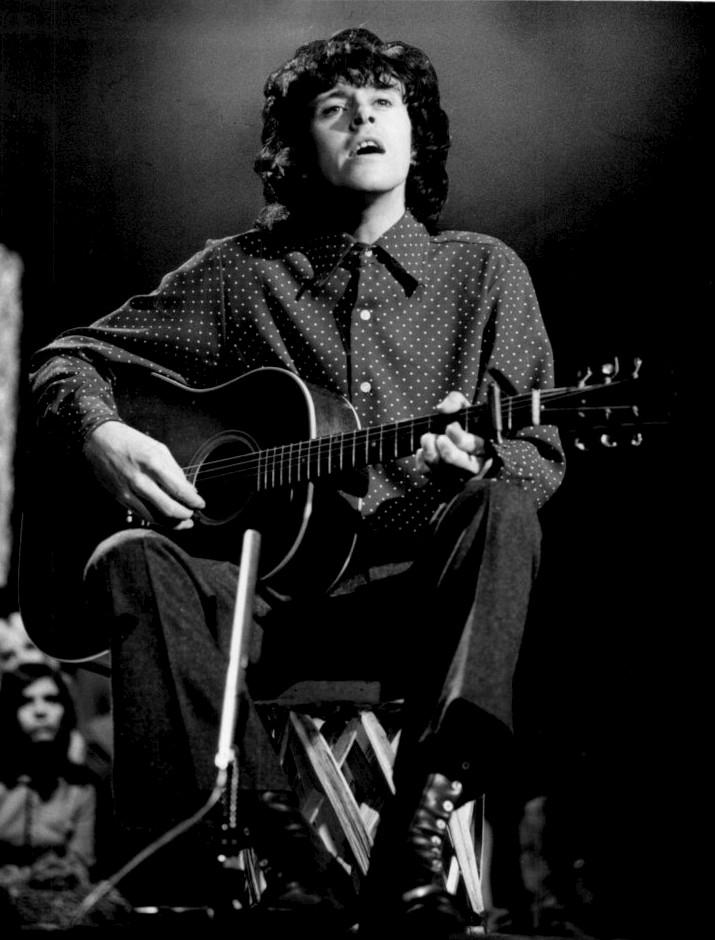
Donovan tocando no The Smothers Brothers Comedy Hour em 1969

No início de 1969, o filme de comédia "If It's Tuesday, This Must Be Belgium" apresentava músicas feitas por Donovan; a canção título foi escrita por ele e cantada por J. P. Rags, e ele também interpretou "Lord of the Reedy River" no filme. Em 20 de janeiro, a Epic lançou o single "To Susan on the West Coast Waiting", com "Atlantis" como lado B. O lado A, uma canção gentil no estilo calipso, continha outra mensagem antiguerra e se tornou hit Top 40 dos EUA. No entanto, quando DJs na América e na Austrália mudaram de ideia e começaram a tocar "Atlantis", a música se tornou um hit. "Atlantis" foi revivida em 2000 para um episódio de Futurama intitulado "The Deep South" (2ACV12), que foi ao ar em 16 de abril daquele ano. Para este episódio, Donovan gravou uma versão satírica da música que descreve a Cidade Perdida de Atlanta, que aparece no episódio.
Em março de 1969, Epic e Pye lançaram "Donovan's Greatest Hits", que incluía singles como - "Epistle To Dippy", "There is a Mountain", "Jennifer Juniper" e "Laléna", bem como versões regravadas de "Colours" e "Catch The Wind" (que não estavam disponíveis para a Epic por conta dos problemas contratuais de Donovan) e versões estéreo de "Sunshine Superman" (versão completa anteriormente não publicada) e "Season of the Witch". Tornou-se o álbum de maior sucesso de sua carreira; chegou a Top 4 nos Estados Unidos, tornou-se um disco de ouro, vendendo mais de um milhão e permaneceu na parada de álbuns da Billboard por mais de um ano. Em 26 de junho de 1969, a faixa "Barabajagal (Love Is Hot)" (gravada em maio de 1969), que lhe rendeu seguidores na cena rave décadas depois, foi lançada, chegando ao Top 12 no Reino Unido, mas com menos sucesso nos Estados Unidos. Neste álbum, houve uma participação do The Jeff Beck Group original, com Beck na guitarra solo, Ronnie Wood no baixo, Nicky Hopkins no piano e Micky Waller na bateria. O grupo de Beck estava sob contrato com Most e foi ideia do empresário juntá-los a Donovan para trazer um som mais pesado ao trabalho de Donovan, enquanto introduzia um toque lírico às músicas de Beck.
Em 7 de julho de 1969, Donovan se apresentou no primeiro show da segunda temporada de shows de rock gratuito em Hyde Park, Londres, que também contou com Blind Faith, Richie Havens, The Edgar Broughton Band e a Third Ear Band. Em setembro de 1969, o álbum "Barabajagal" chegou ao Top 23 nos Estados Unidos. Apenas os singles "Barabajagal", "Trudi" e "Superlungs My Supergirl" foram gravações de 1969, as faixas restantes foram de sessões em Londres em maio de 1968 e em Los Angeles em novembro de 1968.
No final dos anos 1960 ao início dos 70, Donovan morou em Stein, na Ilha de Skye, onde ele e um grupo de seguidores formaram uma comuna, e posteriormente foi visitado por George Harrison. Ele chamou sua filha, nascida em 1970, de Ione Skye.

### Década de 1970: mudanças
No final de 1969, o relacionamento com Most terminou após uma discussão em uma sessão de gravação não identificada em Los Angeles. Na BBC Radio 2 de 1995, "The Donovan Story", Most relatou:
A única vez em que brigamos foi em Los Angeles, quando havia todas essas, suponho, grandes estrelas da época, Stephen Stills e Mama Cass, todos na sessão e nada estava realmente sendo tocado. Alguém trouxe drogas para a sessão e eu parei tudo e as joguei fora. Você sabe que precisa de alguém para dizer que é a minha sessão, estou pagando por isso. Nós brigamos por causa disso.

#### Banda Open Road
Donovan disse que queria gravar com outras pessoas, e ele e Most não trabalharam juntos novamente até "Cosmic Wheels" (1973). Após a ruptura, Donovan passou dois meses escrevendo e gravando o álbum "Open Road" como membro do trio de rock "Open Road". Reduzindo o som das pesadas produções de estúdio de Most a músicas que poderiam ser tocadas por uma banda ao vivo, Donovan apelidou o som de "Celtic Rock". O álbum alcançou a 16ª posição nos Estados Unidos, o terceiro maior de todos os seus lançamentos completos até o momento, mas à medida que suas apresentações em concertos se tornaram menos frequentes e novos artistas e estilos de música popular começaram a surgir, seu sucesso comercial começou a declinar. Donovan disse:
Estava exausto e procurando raízes e novos rumos. Eu me hospedei no Morgan Studios em Londres e fiquei um longo tempo criando os álbums "Open Road" e "HMS Donovan". Do outro lado estava McCartney, fazendo seu álbum solo. Eu tinha deixado Mickie depois de ótimos anos juntos. A nova década havia amanhecido e eu havia conquistado tudo que qualquer jovem cantor e compositor poderia alcançar. O que mais havia a fazer senão experimentar além da fama e entrar em uma nova vida, independentemente do resultado?
O plano de Donovan para "Open Road" era fazer uma turnê mundial durante um ano, começando com uma viagem de barco ao redor do Mar Egeu, documentado no filme de 1970, "There is an Ocean". Isso foi em parte devido ao conselho de sua administração para ir para um exílio fiscal, durante o qual ele não colocaria os pés no Reino Unido até abril de 1971, mas após passar pela França, Itália, Rússia e Japão, ele encurtou a turnê:
Eu viajei para o Japão e estava programado para ficar fora do Reino Unido por um ano e ganhar os maiores lucros já vistos por um artista solo, e tudo isento de impostos. Na época, o imposto do Reino Unido para nós era cerca de 98%. Durante aquela turnê japonesa eu decidi quebrar o exílio fiscal. Milhões estavam em jogo. Meu pai, meu agente, eles imploraram para que eu não pisasse no jato da BOAC com destino a Londres. Eu acabei fazendo isso e voltei para minha pequena cabana na floresta. Dois dias depois, uma jovem veio em busca de um chalé para alugar. Foi Linda Lawrence.

#### Reuniões com Linda Lawrence e Mickie Most
Após essa reunião, Donovan e Linda se casaram em 2 de outubro de 1970 no cartório de Windsor e passaram a lua de mel no Caribe. Donovan desistiu da promoção da turnê e se concentrou em escrever, gravar e em sua família. O álbum infantil "HMS Donovan", de produção própria, em 1971, não foi lançado nos Estados Unidos e não conquistou um grande público. Durante um exílio fiscal de 18 meses na Irlanda (1971–72), ele escreveu para o filme de 1972 "The Pied Piper" no papel-título, e para "Brother Sun, Sister Moon" (1972). A canção-título do filme de Zeffirelli proporcionou a Donovan uma sorte inesperada em 1974, quando foi feito um cover de sua música como lado B do hit Top 5 nos EUA, "The Lord's Prayer", da freira cantora australiana, Irmã Janet Mead.
Depois de um novo acordo com a Epic, Donovan se reuniu com Mickie Most no início de 1973, resultando no LP "Cosmic Wheels", que apresentava arranjos de Chris Spedding. Foi seu último sucesso nas paradas, alcançando o top 40 nos EUA e na Grã-Bretanha. No final do ano, ele lançou "Essence To Essence", produzido por Andrew Loog Oldham, e um álbum ao vivo gravado no Japão e lançado apenas no Japão, que apresentava uma versão estendida de "Hurdy Gurdy Man", que incluía um verso adicional escrito por George Harrison em Rishikesh. Enquanto gravava o álbum, Alice Cooper convidou Donovan para compartilhar os vocais principais em sua canção "Billion Dollar Babies".
"Cosmic Wheels" foi seguido por dois álbuns no mesmo ano: seu segundo álbum de concerto, "Live in Japan: Spring Tour 1973", e o mais introspectivo "Essence to Essence". Seus dois últimos álbuns para a Epic Records foram "7-Tease" (1974) e "Slow Down World" (1976). Em 1977, ele abriu para o Yes em sua turnê de seis meses pela América do Norte e Europa após o lançamento de "Going for the One" (1977). No LP de 1978, Donovan estava na "RAK Records" de Mickie Most no Reino Unido e na nova Arista Records de Clive Davis nos Estados Unidos; reuniu-o pela última vez com Most e Cameron, mas não foi bem recebido no auge da nova onda e não chegou às paradas.

### Década de 1980: aparições ocasionais
A era punk (1976-1980) provocou uma reação na Grã-Bretanha contra o otimismo e o capricho da era hippie, da qual Donovan foi um excelente exemplo. Nesse período, ele lançou os álbuns "Neutronica" (1980), "Love Is Only Feeling" (1981) e "Lady of the Stars" (1984). Em 1981, Donovan apareceu ao lado de Sting, Phil Collins, Bob Geldof, Eric Clapton e Jeff Beck no programa beneficente da "Amnesty International", O "The Secret Policeman's Other Ball". Acompanhado por Danny Thompson, Donovan executou vários sucessos, incluindo "Sunshine Superman", "Mellow Yellow", "Colours", "Universal Soldier" e "Catch the Wind". Ele também estava na performance de "I Shall Be Released" de Dylan no final do show. Donovan também se apresentou no Festival de Glastonbury em 18 de junho de 1989 com a banda "Ozric Tentacles" acompanhando-o no palco.

### Década de 1990: uma década retrospectiva
Em 1990, Donovan lançou um álbum ao vivo com novas apresentações de suas canções clássicas. Um álbum de tributo a Donovan, "Island of Circles", foi lançado pela Nettwerk em 1991. A caixa de 2 CDs da Sony "Troubadour: The Definitive Collection 1964–1976" (1992) continuou a restauração de sua reputação e foi seguida pelo lançamento de "Four Donovan Originals", que viu seus quatro clássicos LPs da Epic em CD em sua forma original pela primeira vez no Reino Unido. Ele encontrou um aliado na produção, o proprietário do selo Def Jam, Rick Rubin, e gravou um álbum chamado "Sutras" para o selo American Recordings de Rubin.

### Década de 2000
Em 2000, Donovan narrou e interpretou a si mesmo no episódio da série televisiva Futurama "The Deep South" em 16 de abril com uma paródia da música "Atlantis".

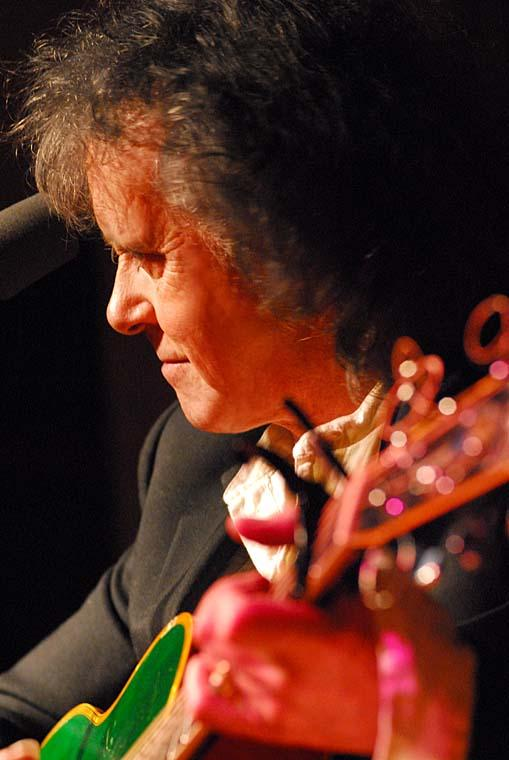
Donovan em um show em Washington, D.C., 2007

Um novo álbum, Beat Cafe, na gravadora "Appleseed Records" em 2004, marcou um retorno ao som jazz de suas gravações da década de 1960 e contou com o baixista Danny Thompson e o baterista Jim Keltner, com produção de John Chelew (Blind Boys of Alabama). Em uma série de apresentações do Beat Cafe em Nova York, Richard Barone (The Bongos) se juntou a Donovan para cantar e ler passagens do poema Howl, de Allen Ginsberg.
Em maio de 2004, Donovan tocou "Sunshine Superman" no concerto de casamento do príncipe herdeiro e da princesa herdeira da Dinamarca. Ele lançou suas primeiras fitas demo, "Sixty Four", e uma regravação da trilha sonora de "Brother Sun", "Sister Moon" no iTunes. Um conjunto de seus álbuns em colaboração com Mickie Most foi lançado em 9 de maio de 2005. Este conjunto da EMI tem faixas extras, incluindo outra canção gravada com o The Jeff Beck Group. Em 2005, sua autobiografia "The Hurdy Gurdy Man" foi publicada. Em maio/junho de 2005, Donovan fez uma turnê pelo Reino Unido (Beat Cafe Tour) e pela Europa com Tom Mansi no contrabaixo, o ex-baterista do The Damned (Rat Scabies) e o tecladista do Flipron, Joe Atkinson.
Na primavera/verão de 2006, Donovan tocou em festivais britânicos e duas vezes no "The Jazz Café", em Camden, Londres.
Em janeiro de 2007, Donovan se apresentou no Kennedy Center, em Washington, DC, no Alice Tully Hall, em Nova York, e no Kodak Theatre, em Los Angeles, em conjunto com uma apresentação do cineasta David Lynch apoiando a "David Lynch Foundation" para a "Transcendental Meditation in education" e a paz mundial. O concerto no Kodak Theatre foi filmado pela Raven Productions e transmitido na televisão pública como uma angariação de fundos. A parceria de Donovan com a "David Lynch Foundation" fez com que ele realizasse concertos até outubro de 2007, bem como fazendo apresentações sobre meditação transcendental. Ele apareceu na Maharishi University of Management em Fairfield, Iowa, em maio de 2007, e viajou pelo Reino Unido com David Lynch em outubro de 2007.
Em março de 2007, Donovan fez dois shows no festival de música South by Southwest em Austin, Texas. Ele planejou o lançamento de um álbum na primavera de 2007, junto com uma turnê pelo Reino Unido. No entanto, ele anunciou que a turnê foi cancelada e o álbum adiado. Ele disse que estava com boa saúde, mas não deu motivo para o cancelamento.
Em abril de 2007, Donovan apresentou uma série de três partes sobre Ravi Shankar para a BBC Radio 2. Em outubro de 2007, Donovan anunciou planos para a "Invincible Donovan University" com foco na Meditação Transcendental. Será perto de Glasgow ou Edimburgo. Em outubro de 2007, o DVD "The Donovan Concert — Live in LA", filmado no Kodak Theatre, Los Angeles no início do ano, foi lançado no Reino Unido. Em 6 de outubro de 2009, Donovan foi homenageado como um ícone do BMI no BMI London Awards de 2009. A designação de ícone é dada a compositores BMI que tiveram "uma influência única e inegável em gerações de fabricantes de música".
Em outubro de 2010, o CD duplo de Donovan, "Ritual Groove", foi disponibilizado em seu site. Antes do lançamento, ele o descreveu como um álbum multimídia aguardando a aplicação dos vídeos.

## Família
Donovan teve um relacionamento com a modelo americana Enid Karl, e eles tiveram dois filhos: o ator-músico Donovan Leitch em 1967 e a atriz Ione Skye em 1970. Em outubro daquele ano, Donovan se casou com Linda Lawrence. Têm dois filhos juntos, Astrella e Oriole. Linda Lawrence foi a inspiração para "Sunshine Superman".
Ele também é o padrasto do filho de Brian Jones e Linda Lawrence, Julian Brian (Jones) Leitch. O biógrafo de Jones, Paul Trynka, escreve: "Sem surpresa, Julian achou pesado o fardo de ser filho de Brian, apesar de ter sido criado com muito amor e sensibilidade por seu pai adotivo, Donovan Leitch."

## Prêmios
Em novembro de 2003, Donovan recebeu um grau honorário de Doutor em Letras da Universidade de Hertfordshire. Foi indicado por Sara Loveridge (que era estudante na Universidade e entrevistou e resenhou Donovan para o jornal da universidade em 2001-2002), Andrew Morris, parceiro de Sara e pesquisador/escritor do cantor e co-indicado por Mac MacLeod.
Em 14 de abril de 2012, Donovan foi indicado para o Rock and Roll Hall of Fame.

## Discografia
- What's Bin Did and What's Bin Hid (1965)
- Fairytale (1965)
- Sunshine Superman (1966)
- Mellow Yellow (1967)
- A Gift from a Flower to a Garden (1967)
- Donovan in Concert (1968)
- The Hurdy Gurdy Man' (1968)
- Barabajagal (1969)
- Open Road (1970)
- H.M.S. Donovan (1971)
- Cosmic Wheels (1973)
- Live in Japan: Spring Tour 1973 (1973)
- Essence to Essence (1973)
- 7-Tease (1974)
- Slow Down World (1976)
- Donovan (1977)
- Neutronica (1980)
- Love Is Only Feeling(1981)
- Lady of the Stars (1984)
- Rising (1990)
- One Night in Time (1993)
- Sutras (1996)
- Rising Again [Live] (2001)
- Greatest Hits Live: Vancouver 1986 [Live] (2001)
- Pied Piper (2002)
- Sixty Four (2004)
- Brother Sun Sister Moon (2004)
- Beat Cafe (2004)